# Sanford (North Carolina)
Sanford ist eine City im Lee County des US-Bundesstaates North Carolina. Sanford fungiert als Verwaltungssitz (County Seat) des Lee County. Das U.S. Census Bureau ermittelte bei der Volkszählung 2020 eine Einwohnerzahl von 30.261.

## Geschichte
Sanford liegt im Lee County, North Carolina, das 1907 aus Teilen der umliegenden drei Countys gebildet wurde. Bei der Gründung des neuen Countys waren Sanford und Jonesboro die größten Städte in der Gegend. Anstatt zu entscheiden, wer der Sitz des Countys sein sollte, entschied man sich, das neue Gerichtsgebäude des Countys direkt zwischen den beiden Städten zu errichten. Im späten 20. Jahrhundert war Sanford so stark gewachsen, dass es schließlich mit Jonesboro fusionierte. Die Stadt Jonesboro wurde zum Stadtteil Jonesboro Heights, und der Name Sanford wurde für die Stadt beibehalten.
Das allgemeine Gebiet von Sanford spielte eine Schlüsselrolle in den Revolutions- und Bürgerkriegen, insbesondere in Bezug auf Stätten wie das House in the Horseshoe und den Endor Iron Furnace. In den folgenden Jahrzehnten wurde die Gegend um Sanford zu einer wichtigen Quelle für Kohle, Braunstein und Ziegel. Insbesondere die Braunstein- und spätere Ziegelproduktion machten Sanford zu einem wichtigen Lieferanten dieser Baumaterialien für Gebiete in den gesamten Vereinigten Staaten.

## Demografie
Nach der Schätzung von 2019 leben in Sanford 30.085 Menschen. Die Bevölkerung teilte sich im selben Jahr auf in 63,8 % Weiße, 28,6 % Afroamerikaner, 0,2 % amerikanische Ureinwohner, 2,0 % Asiaten und 2,5 % mit zwei oder mehr Ethnizitäten. Hispanics oder Latinos aller Ethnien machten 26,2 % der Bevölkerung aus. Das mittlere Haushaltseinkommen lag bei 46.915 US-Dollar und die Armutsquote bei 18,2 %.

## Wirtschaft
Da Sanford dort liegt, wo weißer Strandsand von der Küste auf den Piemont-Ton trifft, hat die Stadt die richtigen Zutaten, um ein großer Hersteller von Tonziegeln zu sein. Im Jahr 1959 produzierte Sanford 10 % der Ziegel in den Vereinigten Staaten und wurde zur „Ziegelhauptstadt der USA“ ernannt. Heute wird die große Ziegelproduktion durch Hersteller wie General Shale und Lee Brick & Tile fortgesetzt.

## Partnerstädte
- Yixing, Volksrepublik China

## Persönlichkeiten
- Dennis A. Wicker (* 1952), Politiker